# Кресло-мешок
Кре́сло-мешо́к, кресло-пуф — разновидность мягкой мебели. Представляет собой тканевый или кожаный мешок, заполненный фасолью, гречневой шелухой, гранулами ПВХ, вспененным полистиролом или иным наполнителем.

## История
Бескаркасная мебель получила распространение в 1960-х годах в Италии. В 1968 году дизайнерами Пьеро Гатти, Чезаре Паолини и Франко Теодоро для мебельной компании «Zanotta» была разработана новая модель «Sacco» («мешок»), получившая широкую известность. Другим разработчиком бескаркасной мебели был Роджер Дин, который работал на мебельную компанию «Хилл». В 1967 году он создал необычную мебель, состоящую из 12 секций, склеенных между собой и покрытых мягким мехом. Эта модель, получившая название «Sea Urchin» — «Морской ёж», считается одной из первых попыток отказаться от традиционной деревянной или металлической мебели.
В наши дни кресла-мешки и бескаркасная мебель в целом очень распространены, в том числе в качестве детской мебели.
Одна из самых популярных и узнаваемых моделей бескаркасной мебели — мешок в форме груши. Имеются и другие модели, которые могут различаться по форме, дизайну, размерам и другим параметрам. Например, это может быть бескаркасное кресло «подушка» — состоящее из двух сшитых частей ткани, либо кресло со спинкой. Есть кресла, на которых можно в полный рост разлечься — их называют лежаками. Для того, чтобы кресло держало форму, при пошиве внутри выкройки вставляются втяжки из экологической кожи.
В последнее время начали появляться даже бескаркасные диваны и всевозможные комплексы бескаркасной мебели.

## Чехлы
Кресла-мешки могут состоять из одного или двух чехлов: внешнего (декоративного) и внутреннего (в качестве контейнера для наполнителя). Ткани для внешнего чехла могут использоваться разнообразные, но чаще всего предназначенные для производства мебели, например: флок, шинил, грета, искусственная кожа, нейлон и т. д. Также применяются оксфорд и таслан — ткань, напоминающая плащёвку. Для внутреннего чехла обычно используются прочные смешанные ткани, плетённые из волокон разного состава, например, полиэстера и хлопка. Это сочетание даёт прочность на разрыв и способность свободно пропускать воздух — качества, необходимые для надёжного внутреннего чехла кресла-мешка. Чехол легко снимается и стирается на бережном режиме в стиральной машине, в химчистке или вручную.

## Наполнитель
Чаще всего производители используют гранулы пенополистирола, благодаря его физическим свойствам: мягкость, легкость, гигиеничность и др. Этот негорючий материал произвёл революцию в производстве кресел—мешков. Он не содержит вещества, питающие микроорганизмы, поэтому не подвержен воздействию грызунов, плесени, грибков и бактерий. Раньше кресла наполняли всем, чем угодно: бумагой, фасолью и даже гречневой шелухой. Однако все эти материалы не давали того практического эффекта, который дают гранулы вспененного полистирола: комфорт, очень малый вес самого кресла и экологичность. Для большей мягкости и пластичности некоторые производители начали добавлять в полистирол синтепух. Благодаря низкой теплопроводности наполнителя кресла-мешки можно использовать даже на зимней рыбалке.
К недостаткам пенополистирола относится неспособность постоянно удерживать первоначальную форму. Поэтому некоторые мебельные компании применяют в производстве пенополиуретан — цельный и нарезанный кубиками. Бескаркасные кресла на таком наполнителе служат долгие годы, не теряя формы.